# Diego Garcia
A Diego Garcia trópusi atoll az Indiai-óceánon, az Egyenlítőtől délre. A Brit Indiai-óceáni Terület része, de bérlés alapján az Amerikai Egyesült Államok fennhatósága alatt áll, amely 1973 óta különféle katonai létesítményeket üzemeltet rajta. A sziget ezért nem látogatható.
Az atoll 3535 km-re keletre van Tanzánia partjaitól, 1796 km-re dél-délnyugatra India déli csücskétől, és 4723 km-re nyugat-északnyugatra Ausztrália nyugati partjaitól.
A Diego Garcia sziget stratégiailag igen fontos helyen fekszik. A legrövidebb időn belül elérhető innen Kelet-Afrika, a Közel-Kelet és Délkelet-Ázsia is.

## Földrajza
Az atoll területe 174 km², ezzel a legnagyobb területű összefüggő atoll, bár ebből mindössze 27 km² szárazföld. Összefüggő kerülete 64 km hosszú, ami egy 21 km hosszú lagúnát fog közre, ami 11 km széles, északra nyíló szája 6 km-es. Az átjáróban három kisebb sziget található.
A Déli Egyenlítői Áramlat hatása alatt áll, éghajlata trópusi. Természetes növényzete dzsungel.

## Történelme
A sziget Diego García de Moguer spanyol tengerészről kapta a nevét, aki Európa számára felfedezte az 1550-es években. A sziget a 18. század végéig lakatlan volt, akkor a franciák létesítettek itt telepet. Nem sokkal később a Brit Kelet-indiai Társaság kezére került, majd újra a franciáké lett, akik lepratelepnek használták 1793-ig, majd kókuszültetvényeket létesítettek. Ehhez munkásokra volt szükség, akiket a környező szigetekről toboroztak. 1814-ben, Napóleon veresége után egy párizsi békeszerződés Nagy-Britanniának ítélte a szigetet.
A második világháborúban a brit légierő létesített itt támaszpontot.
1966-ban, a hidegháború alatt az Egyesült Államok nagyon szeretett volna egy támaszpontot az Indiai-óceánon, ezért megegyezett Nagy-Britanniával egy sziget átengedéséről, cserébe a britek 14 milliós dolláros árengedményt kaptak az amerikai Polaris rakétarendszer megvételéhez, az USA pedig nem fizetett bérleti díjat. Az USA egyik feltétele az volt, hogy a szigeten ne legyen őslakosság, azonban ez nem teljesült, mivel a 18. század óta az ültetvényeken dolgozók leszármazottai (mintegy 2000 ember) ott élt, és őslakosnak számított. A nemzetközi jog szerint őket kártalanítani kellett volna. A britek ezt úgy oldották meg, hogy őket „ideiglenes munkások”-nak nyilvánította, és elüldözte a lakhelyükről. 1971-re a lakosságot átszállították a Chagos-szigetcsoport többi tagjára, illetve Mauritiusra, vagy a Seychelle-szigetekre. Az ültetvényeket megszüntették.
1977-re elkészült a legmodernebb kommunikációs berendezésekkel ellátott amerikai tengerészeti katonai bázis. A Diego Garcián működő amerikai katonai légibázis jelentős szerepet játszott az 1991-es öbölháborúban, a 2001-es Afganisztán, illetve 2003-as Irak elleni légi hadműveletekben. 2014-ben mintegy 3-5 ezer brit és amerikai katona állomásozott a szigeten.
Az elüldözött lakosság a brit Legfelsőbb Bírósághoz fordult jogorvoslatért, ami 2000-ben kimondta, hogy kilakoltatásuk törvénytelen volt.
Az amerikai 50-éves bérlés 2016-ban lejárt, de ezt bizonyára meghosszabbították.

## Katonai szervezetek a szigeten
- U.S. Navy Support Facility
- U.S. Naval Computer and Telecommunications Station Far East Detachment (NCTSFE DET)
- Military Sealift Command Office (MSCO)
- Maritime Pre-positioning Ship Squadron (COMPSRON ) TWO
- Branch Health Clinic (BHC)
- American Forces Network (AFN)
- Public Works Department (PWD), Naval Facilities Engineering Command Far East (NAVFAC FE)
- Personnel Support Activity Detachment (PSD)
- U.S. Fleet and Industrial Supply Center (FISC)
- Air Mobility Command (AMC) Detachment ONE, 730 AMS
- Automated Remote Tracking Station (ARTS) Air Force Space Command (AFSPC) Detachment 2, 22nd Space Operations Squadron
- Ground-based Electro Optical Deep Space Surveillance (GEODSS) Air Force Space Command Detachment TWO, 21 Operations Group
- Pacific Air Force (PACAF) Detachment ONE, 36 Mission Support Group (MSG)

## Közlekedés
A sziget elsősorban repülőgéppel közelíthető meg, de turisták számára nem látogatható. A Space Shuttle-program alatt vészleszálló helynek volt kijelölve az űrsikló fogadására, de ilyen célra a gyakorlatban egyik leszállóhelyet sem használták.
Repülőtere mintegy 3650 m hosszúságú kifutópályával rendelkezik, ahol a legnagyobb katonai gépek és akár az űrsikló is le tudott volna szállni; iránya 13/31.
Az ide vezényelt katonák az Egyesült Államokból általában a Norfolki Haditengerészeti Bázisról kéthetente indulnak (Virginia állam). A nagyjából 32-órás út állomásai: Lajes légibázis (Azori-szigetek, Portugália), haditengerészeti támogatóbázis (Nápoly, Olaszország), Chania repülőtér (Kréta, Görögország), Bahreini nemzetközi repülőtér, Maszkati nemzetközi repülőtér (Omán), majd Diego Garcia.
Az USA nyugati partjáról sűrűbben lehet indulni; Szingapúr vagy Japán felé. A katonai géppel érkező utas Szingapúrban a Paya Lebar Republic of Singapore Air Force Base katonai légibázison száll le. A kereskedelmi járattal utazó a Szingapúr-Changi repülőtéren száll le. A Japán felé utazó a Narita nemzetközi repülőtéren száll le, majd Diego Garcia következik.
Ha az érkezés katonai géppel történik, akkor annak típusa KC–10 Extender vagy C–17 Globemaster III. Charter járat esetén a gép típusa DC–8 vagy Boeing 757.

## Érdekesség
- A Malaysian Airlines 2014. március 8-án eltűnt MH370 járatának kapitánya az otthoni repülőszimulátorán a Diego Garcia katonai repülőterén való leszállást is gyakorolta, majd ennek nyomait megpróbálta eltüntetni a számítógépéről. Az információ több okból érdekes: 1. a Boeing 777 könnyedén elérhette a repülőteret, 2. a repülőtér titkos katonai jellege és az elszigetelt helyszín miatt a repülőgép észrevétlenül landolhatott (az USA jóváhagyásával).

## Külső hivatkozások
- Megállapodás: a Diego Garcia légitámaszpont 2123-ig az Egyesült Államok birtokában marad - Portfolio (2024.10.03.)
- Princeton University Press: Island of Shame: The Secret History of the U.S. Military Base on Diego Garcia - David Vine
- The Telegraph: Diego Garcia: The facts, the history, and the mystery 2014. aug. 13.
- infoplease.com: Where in the World Is Diego Garcia? - A strategic U.K. and U.S. airbase with a dark history
- Absolutely Must Go: The US Military vs. the Exiles of Diego Garcia 2014-10-10 Archiválva 2014. november 29-i dátummal a Wayback Machine-ben
- Naval Support Facility Diego Garcia